# Hypseloecus visci
Hypseloecus visci is een wants uit de familie van de blindwantsen (Miridae). De soort werd het eerst wetenschappelijk beschreven door Auguste Puton in 1888.

## Uiterlijk
De redelijk ovale, zwarte tot bruinzwarte wants heeft volledige vleugels die bedekt zijn met zilverachtige schubvormige haartjes en kan 3 tot 3,5 mm lang worden. Het einde van het driehoekige gebied op de vleugels, rondom het scutellum is roodachtig. Het vliezige deel van de voorvleugels is grijs met gele aders. De pootjes zijn geel, op de schenen bevinden zich zwarte vlekjes. Het mannatje heeft een langer en dikker tweede antennesegment. De eerste twee antennesegmenten zijn lichtbruin. Een gedeelte van het tweede segment en het gehele derde en vierde segment zijn donker gekleurd.

## Leefwijze
De soort leeft op maretak (Viscum), in Nederland voornamelijk in loofbomen op Viscum album. De wantsen leven van de plantensappen en mogelijk jagen ze ook op kleine insecten. De volwassen dieren kunnen van juli tot augustus gevonden worden. Ze overwinteren als eitje en kennen een enkele generatie per jaar.

## Leefgebied
In Nederland is de soort zeer zeldzaam. Verder komt de wants voor in het Palearctisch gebied, van Europa tot in Turkije en Azerbeidzjan.